# Philippe Richert
Philippe Richert (Ingwiller, 22 marzo 1953) è un politico francese, presidente del Consiglio regionale dell'Alsazia (poi passato ad essere presidente del Consiglio regionale del Grand Est) a seguito delle elezioni del 2015. Ha ricoperto la carica fino al 2017.

## Vita e formazione
Richert è cresciuto in una famiglia operaia protestante del piccolo villaggio di Wimmenau nei Vosgi. Suo padre Émile Richert (1912–1988) era un funzionario pubblico e sua madre Frida, nata Riffel (1919–1997) era una casalinga. È cresciuto lì con tre fratelli. Dopo aver studiato all'Università di Strasburgo, ha insegnato scienze naturali (sciences de la vie et de la terre) in un collège dal 1974 e in seguito è diventato vicepreside del collège di La Wantzenau.

## Carriera politica
Richert ha fatto il suo ingresso in politica nel 1982, quando fu eletto per la prima volta nel consiglio generale (conseil général) del dipartimento del Basso Reno per il movimento locale Iniziativa Alsaziana. Nel 1985 è diventato membro del partito Unione per la Democrazia Francese e consigliere regionale dell'Alsazia. Dal 1998 al 2008 è stato presidente del Consiglio generale del Basso Reno. Ha rappresentato il dipartimento del Basso Reno al Senato francese dal 1992 al 2004 e dal 2005 al 2010. Nel 2002, come molti altri membri dell'UDF, è entrato a far parte della neonata UMP, che nel 2015 ha cambiato nome ne I Repubblicani. Dal novembre 2010 al maggio 2012 è stato ministro responsabile delle collettività territoriali (ministre chargé des collettivités territoriales) nel governo di François Fillon. L'obiettivo principale di Richert in politica è la protezione dell'ambiente, ed è anche fortemente impegnato nella conservazione del patrimonio culturale.